# 卡拉斯克塔山脈
卡拉斯克塔山脈（西班牙語：Sierra de la Carrasqueta），是西班牙的山脈，位於該國東部巴倫西亞自治區的阿利坎特省，屬於普雷貝蒂科山脈的一部分，最高點海拔高度1,330米。